# Гейлани, Ахмед
Пир Сайид Ахмед Гейлани (пушту پير سيد احمد گيلاني‎; 1932, Шурх-Род, Нангархар, Королевство Афганистан — 21 января 2017, Кабул, Исламская Республика Афганистан) — афганский исламский и государственный деятель, основатель Национального Исламского фронта Афганистана (Mahaz-i-Milli Islami ye Afghanistan), шейх Кадирийского тариката.

## Биография
Происходил из рода суфийского святого шейха Абду-ль-Кадира Гилани (аль-Джиляни). Его отец, Сайид Хасан Гейлани, в пятнадцатилетнем возрасте был вывезен в Великобританию, где обучался в специальной школе. С помощью сторонников-англичан приобрел известность религиозного деятеля среди афганских пуштунских племен в тогдашних северо-западных районах Индии. В 1905 году переселился в Афганистан, с целью установить кадирийский тарикат в стране. Получил от эмира Хабибуллы Хана земельные наделы в Кабуле и Нангархаре. Мать Гилани, Марта Рихтер, была дочерью крупного немецкого полицейского чиновника. Родители поженились во время учёбы Хасана Гейлани в Германии.
Ахмед Гейлани вырос в уезде Сухрод провинции Нангархар. Учился в колледже Абу Ханифа в Кабуле, в 1960 году окончил шариатский факультет Кабульского университета. Стажировался и повышал квалификацию как теолог в высших исламских учебных заведениях Ирака, Египта и Саудовской Аравии. Свободно владел английским, немецким, арабским, пушту и дари языками. В 1952 году женился на внучке эмира Хабибуллы, Аделе. Часто путешествовал во Францию и Великобританию. Являлся официальным дилером автомобильной марки «Пежо» в Кабуле, торговал каракулем. До падения монархии в 1973 году являлся неофициальным советником короля Захир Шаха. Был сторонником модернизации страны на исламской основе с заимствованием некоторых западных институтов. До Апрельской революции в Афганистане пользовался большим авторитетом среди пуштунского населения приграничных с Пакистаном провинций.
В 1979 году резко осудил ввод советских войск в Афганистан. Был главой Афганского Высшего Совета за мир. В 1979 года покинул страну и основал в Пешаваре партию «Национальный исламский фронт Афганистана». Позже эта партия вошла в состав «Семёрки», сформировавшая в Афганистане правительство моджахедов 1992—1996 годов. НИФА являлся самым светским, прозападным и «либеральным» из моджахедских движений. Фронт отвергал не только коммунизм, но и исламский фундаментализм. В 1981 году вошёл в состав руководства, соучредитель «Исламского союза моджахеддинов Афганистана», но сам же первым из него и вышел в том же году. В 1983—1985 соруководитель «Союза трех» (НИФА, ДИРА, НФСА). С мая 1985 года — вновь соучредитель «Исламского союза моджахеддинов Афганистана» («Альянс Семи»). В 1986 году после исключения Г. Хекматьяра и А. Р. Сайяфа стал соучредителем новой «Группы Пяти».
В 1988 году в качестве председателя Верховного суда вошел в состав сформированного в Пакистане «переходного правительства моджахедов». После свержения Наджибуллы, в апреле 1992 году стал членом «Руководящего совета страны», однако почти сразу рассорился с Б. Раббани и А. Ш. Масудом и отказался от всех постов. После 1996 года Гейлани был противником исламистской диктатуры «Талибана». Поддерживал восстановление монархии, но затем стал сторонником республиканской администрации Хамида Карзая, выступал за сохранение американского присутствия в Афганистане.  В октябре 2001 года провёл в Пешаваре «Конференцию мира и спасения», которую пытался представить, как прообраз будущего пост-талибского правительства. На президентских выборах 2004 года Пир Гилани поддержал Хамида Карзая.
В феврале 2016 года возглавил «Высший совет мира», которое отвечало за урегулирование внутриафганских военно-политических конфликтов.
В браке у него родились двое сыновей и три дочери: Саид Хамид Гейлани, его преемник в руководстве НИФА, депутат верхней палаты афганского парламента; Саид Мохаммад Гейлани, дипломат, бывший афганский посол в Иордании; Фатима Гейлани (в замужестве Бегум; ныне глава Афганского Красного Креста); Мариам Гейлани и Зарин Гейлани.
Скончался 21 января 2017 года в Кабуле, в 19:45 по местному времени.